# Idona rubens
Idona rubens är en insektsart som först beskrevs av Beamer 1934.  Idona rubens ingår i släktet Idona och familjen dvärgstritar.
Artens utbredningsområde är Arizona. Inga underarter finns listade i Catalogue of Life.